# Journal of Educational Psychology
Le Journal of Educational Psychology est une revue académique de psychologie publiée par l’American Psychological Association. Elle a été créée en 1910.